# Charlie Brown (Lied)
Charlie Brown ist ein Lied im Sambastil des brasilianischen Sängers und Pianisten Benito di Paula aus dem Jahre 1974. Der Titel bezieht sich auf die Figur Charlie Brown aus der Cartoon-Reihe Die Peanuts. Der Komponist Chico Buarque äußerte über das Lied, es zeige Charlie Brown als reale Person. Di Paula erwähnt in der zweiten Strophe des Liedes seine Musiker-Kollegen Vinícius de Moraes, Jorge Ben Jor  und Luiz Gonzaga, die zur damaligen Zeit zur brasilianischen politischen Opposition gegen die Militärdiktatur gehörten.
1975 nahm das belgische Trio Two Man Sound das Stück in einem Arrangement im Discostil mit dem portugiesischen Originaltext auf. Die Single mit dieser Version verkaufte sich über eine Million Mal und wurde ein Hit in Belgien und Italien. Auffällig für die damalige Zeit waren die Tanzbewegungen von Two Man Sound. Das Lied ist ebenfalls Bestandteil des Medleys Disco Samba von Two Man Sound.
Mit einem anderen, deutschsprachigen Text wurde das Lied unter dem Titel Amigo Charly Brown 1976 und erneut 1994 von Benny Schnier als „Benny“ veröffentlicht. Im Jahr 2001 sang auch Jürgen Drews diese Fassung des Stückes unter dem Titel Hey! Amigo Charly Brown.

## Sonstiges
Gleichnamige Lieder existieren von The Coasters und Coldplay.